# CLDN9
CLDN9 (англ. Claudin 9) – білок, який кодується однойменним геном, розташованим у людей на короткому плечі 16-ї хромосоми. Довжина поліпептидного ланцюга білка становить 217 амінокислот, а молекулярна маса — 22 848.
| 10         |  | 20         |  | 30         |  | 40         |  | 50         |
| ---------- |  | ---------- |  | ---------- |  | ---------- |  | ---------- |
| MASTGLELLG |  | MTLAVLGWLG |  | TLVSCALPLW |  | KVTAFIGNSI |  | VVAQVVWEGL |
| WMSCVVQSTG |  | QMQCKVYDSL |  | LALPQDLQAA |  | RALCVIALLL |  | ALLGLLVAIT |
| GAQCTTCVED |  | EGAKARIVLT |  | AGVILLLAGI |  | LVLIPVCWTA |  | HAIIQDFYNP |
| LVAEALKREL |  | GASLYLGWAA |  | AALLMLGGGL |  | LCCTCPPPQV |  | ERPRGPRLGY |
| SIPSRSGASG |  | LDKRDYV    |  |            |  |            |  |            |

A: Аланін

C: Цистеїн

D: Аспарагінова кислота

E: Глутамінова кислота

F: Фенілаланін

G: Гліцин

H: Гістидин

I: Ізолейцин

K: Лізин

L: Лейцин

M: Метіонін

N: Аспарагін

P: Пролін

Q: Глутамін

R: Аргінін

S: Серин

T: Треонін

V: Валін

W: Триптофан

Кодований геном білок за функціями належить до рецепторів клітини-хазяїна для входу вірусу, рецепторів. 
Задіяний у такому біологічному процесі, як взаємодія хазяїн-вірус. 
Локалізований у клітинній мембрані, мембрані, клітинних контактах, щільних контактах.